# Kurdisk litteratur

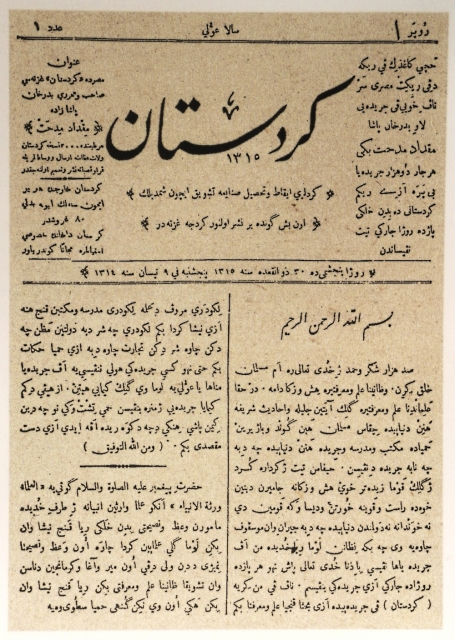
Framsidan på första sidan av Kurdistan, den första dagstidningen utgiven på kurdiska.

Kurdisk litteratur (kurmanji: wêjeya kurdî; sorani: وێژەی کوردی eller ئەدەبی کوردی) är litteratur skriven på olika kurdiska språk. Den stammar från en muntlig tradition som delvis började komma i skrift under 1400- och 1500-talen. Det finns dock referenser till böcker på kurdiska redan från 800-talet.
Först under 1900-talet utvecklades en framträdande kurdisk prosa, på både kurmanji och sorani.

## Historik

### Bakgrund och poesi
Den ursprungliga muntliga traditionen var mångskiftande och ofta kopplad till vardagsnära ting. Som skriven litteratur dominerade poesin ända fram till 1800-talet, med Hawraman- (se hawrami) och Ardalan-områdena i Iran som litterära centra och med Jalal al-din Rumi som litterär förgrundsfigur. Gorani användes som hovpoesi i Ardalan-området redan på 1500-talet.
Skolor i poesi uppkom bland annat i Bothan- och Baban-emiraten, med författare som Ehmedê Xanî (1651–1707, i Bothan-emiratet) och Nali (1797–1873, i Baban-emiratet). Ahmad-i Khani författade det kurdiska nationaleposet Mem och Zin medan Nali skapade grunden för ett nytt litterärt språk.
Den kurdiska poesin knyter ofta an till sufismen och ett vanligt tema är kärlek. I modern tid skrivs även om det egna landet. Efter första världskriget utvecklades en modern poesi, inte minst med Goran (1904–62) som ledargestalt. I hans poesi lämnades också kopplingen till de arabiska versmåtten (arud), och istället utvecklades en egen kurdisk tradition med åtföljande förnyelse av det kurdiska språket.

### Prosa och teater
Den kurdiska prosan utvecklades först under 1800-talet, och till en början rörde det sig främst om religiösa texter. Den vidare utvecklingen av prosan påverkades starkt av framväxten av de första tidningarna på kurdiska; 1898 började Kurdistan – den första dagstidningen skriven på kurdiska – ges ut. På 1930-talet samlades en litterär grupp kring tidskriften Galawezh, med en viktig novellproduktion som resultat. Vid samma tid finns exempel på tidiga romaner på kurdiska.1915 grundades det första kurdiska bokförlaget, och tre år senare skrevs den första kurdiska teaterpjäsen.
I Turkiet var det fram till 1991 förbjudet att publicera böcker på kurdiska, men trots detta skrevs och publicerades verk av bland andra Musa Anter (1918-1992)., En ny generation av novellister presenterade sig åren efter 1970.

### Kurdisk litteratur i utlandet
På översättning till svenska finns några kurdiska diktsamlingar. Exempel inkluderar Tårar och konst (1986, av Goran), Små speglar (1989, av Sherko Bekas) samt antologin Doften av mitt lands moln (1991).
Kurdisk litteratur har även blivit känd via kurdisk utvandring till andra länder. I Sverige invigdes 1997 ett kurdiskt bibliotek. Kurdisk litteratur är (2016) universitetsämne på bland annat Uppsala universitet.

## De olika kurdiska språken
Kurdiska språk har under historiens lopp utvecklats i olika länder och skrivits på olika alfabet. Nordkurdiskan i främst nuvarande Turkiet (numera skriven med latinsk skrift) hade ett stort litterärt namn i Ali Hariri (1009-1079), medan sorani (än idag skrivet med arabisk skrift) via Nali blev ett viktigt litterärt språk på 1700-talet. Den klassiska perioden för zazaki inleddes under sent 1800-tal. Den första viktigare kurdiska litterära traditionen var kanske den på gorani.
Regionens tidiga skriftlärda och författare uttryckte sig ofta lika bra på turkiska som på arabiska och persiska. En känsla av att tillhöra en kurdisk kulturell enhet framträdde successivt och blev under 1800-talet till en kurdisk nationalism.
1967 publicerades i Istanbul en kurdisk-turkisk ordbok sammanställd av Musa Anter.

## Kurdiska författare på andra språk
Vissa författare med kurdiskt påbrå har skapat sin litteratur på andra språk. Detta inkluderar Yaşar Kemal, som använt turkiska som sitt litterära språk.